# Phymorhynchus major
Phymorhynchus major is een slakkensoort uit de familie van de Raphitomidae. De wetenschappelijke naam van de soort is voor het eerst geldig gepubliceerd in 2001 door Waren & Bouchet.